# Cantó de Charny-sur-Meuse
El cantó de Charny-sur-Meuse és un cantó francès del departament del Mosa, situat al districte de Verdun. Té 22 municipis i el cap és Charny-sur-Meuse.

## Municipis
- Beaumont-en-Verdunois
- Belleville-sur-Meuse
- Béthelainville
- Béthincourt
- Bezonvaux
- Bras-sur-Meuse
- Champneuville
- Charny-sur-Meuse
- Chattancourt
- Cumières-le-Mort-Homme
- Douaumont
- Fleury-devant-Douaumont
- Fromeréville-les-Vallons
- Haumont-près-Samogneux
- Louvemont-Côte-du-Poivre
- Marre
- Montzéville
- Ornes
- Samogneux
- Thierville-sur-Meuse
- Vacherauville
- Vaux-devant-Damloup

## Història
| Data d'elecció                           | Identitat       | Partit                     | Qualitat |
| ---------------------------------------- | --------------- | -------------------------- | -------- |
| 1945-19..                                | Pierre Goubet   | SFIO                       |          |
| 19..-1955                                | M. Thévenon     | RS                         |          |
| 1955-1979                                | Gérard Biévelot | Divers droite, després RPR |          |
| 1979-                                    | Yves Peltier    | Divers droite, després MPF |          |
| les dades anteriors no són pas conegudes |                 |                            |          |